# Diabeł (tarot)
Diabeł (Demon) – karta tarota należąca do Arkanów Wielkich, oznaczana numerem 15 (XV).
Inne nazwy: Szatan, Tyfon, Lucyfer, Bahomet, Dziecko Mocy Czasu.

## Wygląd
Na karcie widnieje postać częściowo ludzka, częściowo zwierzęca - zazwyczaj tułów należy do kobiety, zaś nogi do kozła lub smoka. Często na dolnej części ciała widnieją łuski, a postać ma rogi i skrzydła. W starszych wydaniach Tarota (np. Tarocie Marsylskim) Diabeł ma na brzuchu drugą twarz, interpretowaną przeważnie jako niższe ja. Czasem oprócz postaci diabelskiej, na karcie widoczne są dodatkowe, mniejsze postaci ludzkie, przymocowane sznurem bądź łańcuchem do postumentu, na którym stoi centralna postać.

## Znaczenie
Karta Diabła ogólnie symbolizuje zło biorące się z ludzkiego egoizmu. Oznacza ona niemoralne postępowanie, zniszczenie, krzywdzenie innych. Karta jest także kojarzona z materialistycznym podejściem do życia, uzależnieniami, wreszcie dotyczy również czarnej magii.

## Galeria

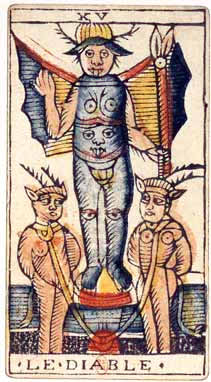
Diabeł z talii tarota marsylskiego Jeana Dodala (XVIII wiek)
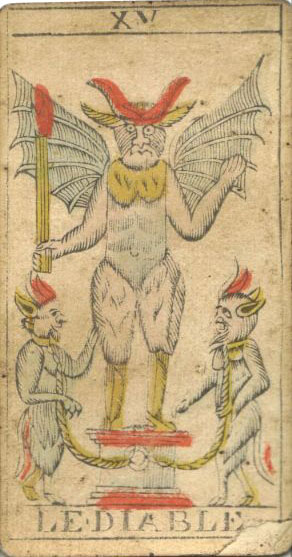
Diabeł z talii de Besançon (XIX wiek)
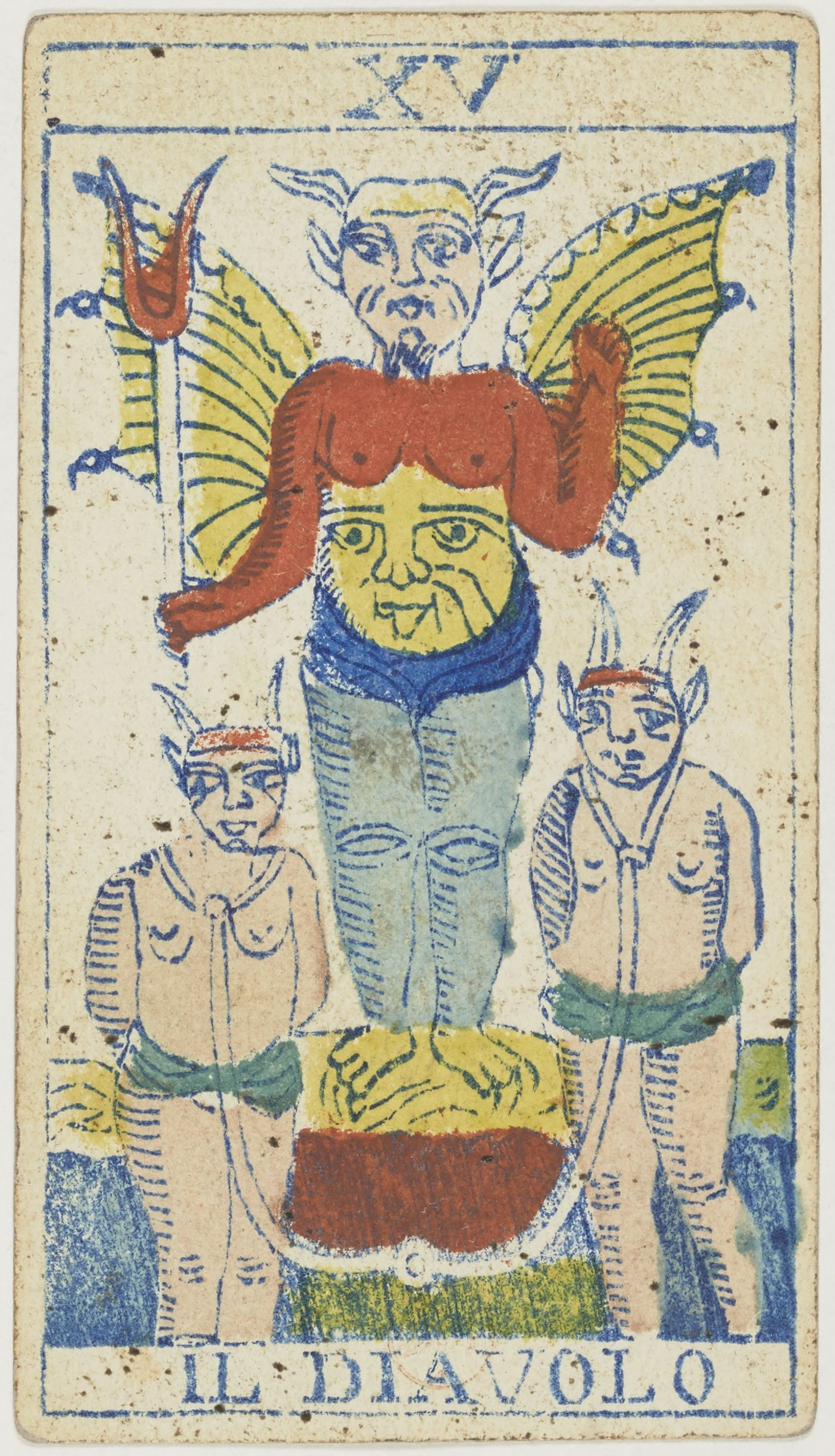
Diabeł talii Tarocco Piemontese (1865)
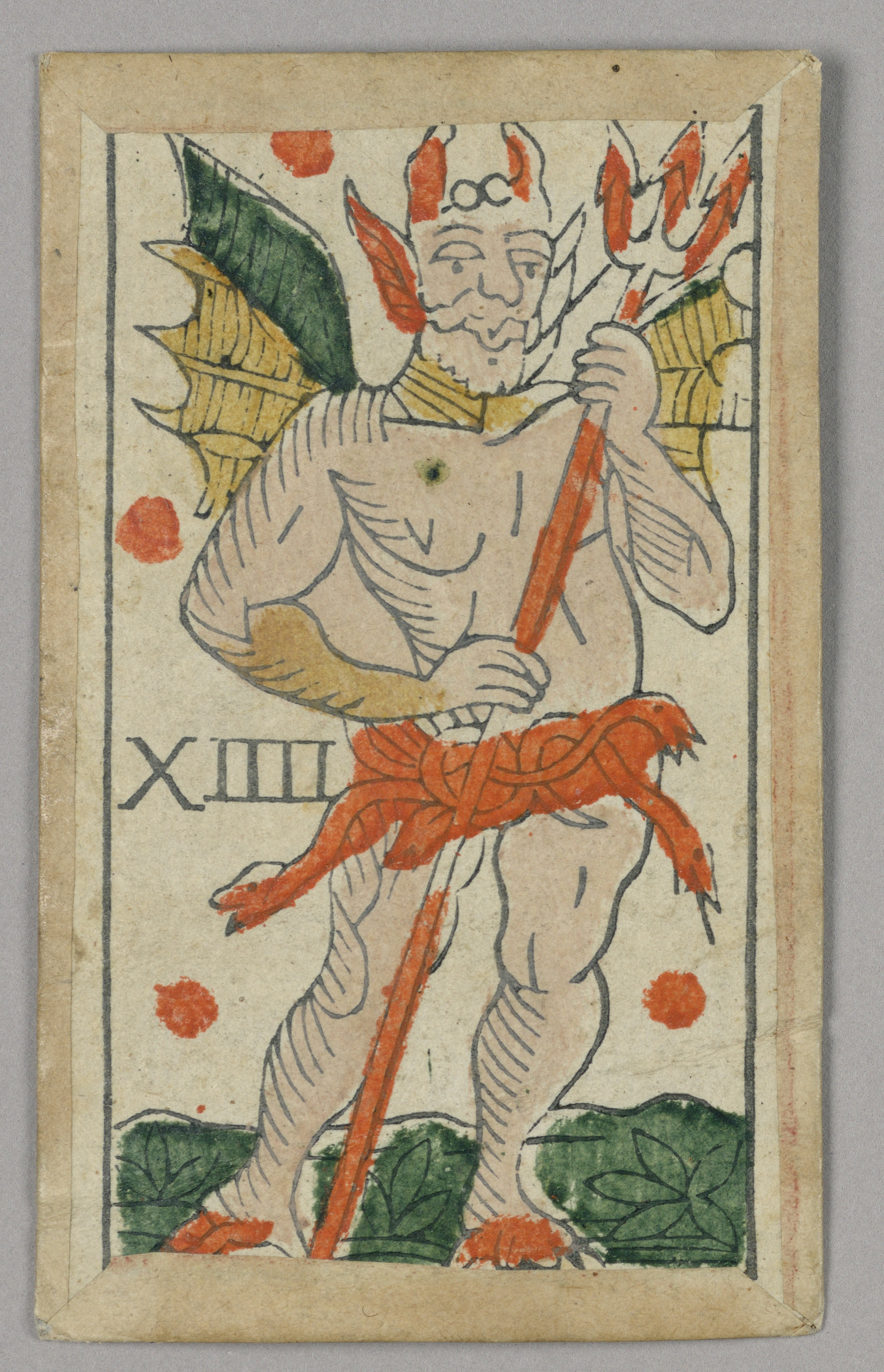
Diabeł z wczesnej talii Minchiate
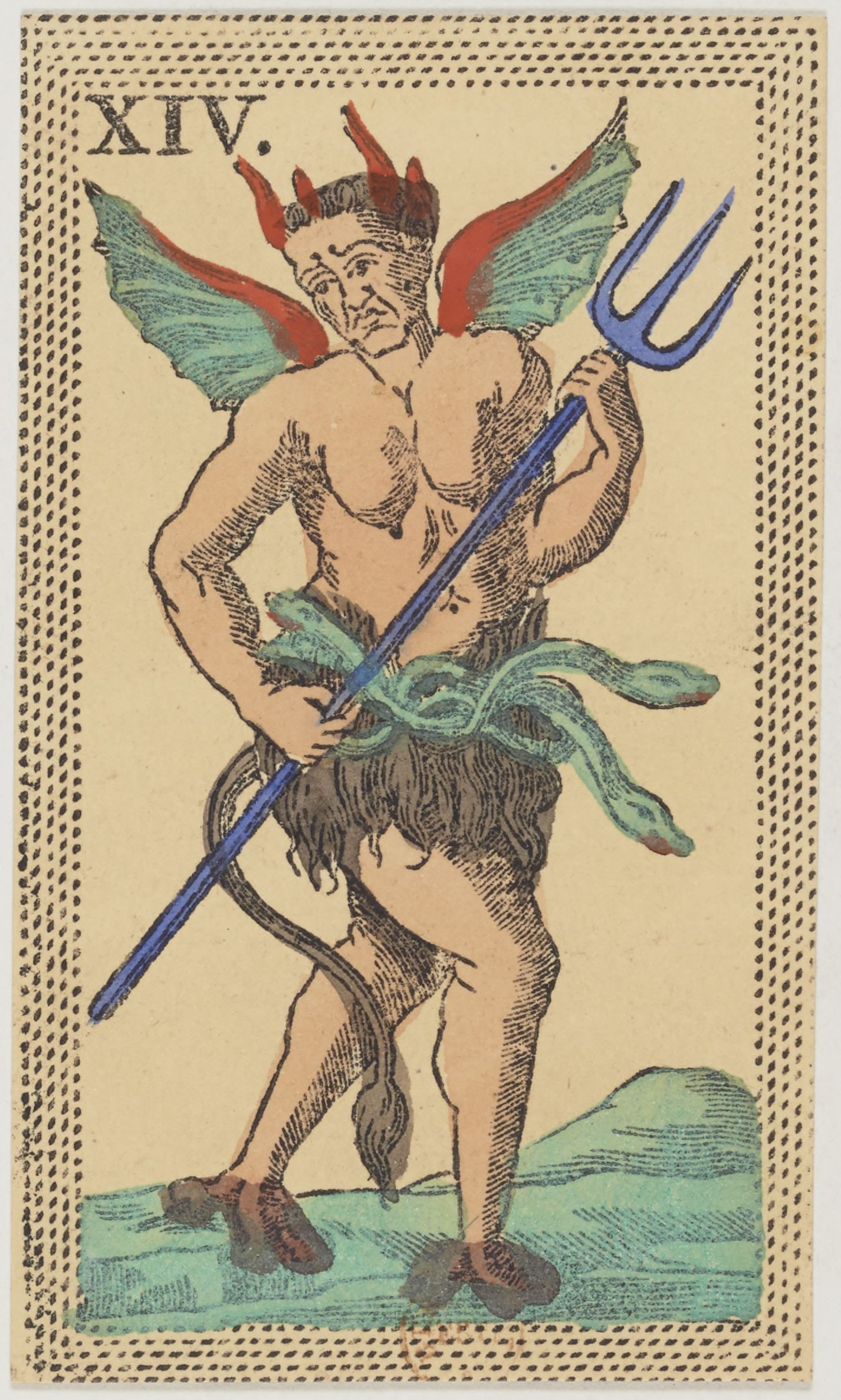
Diabeł z talii Minchiate di Florence
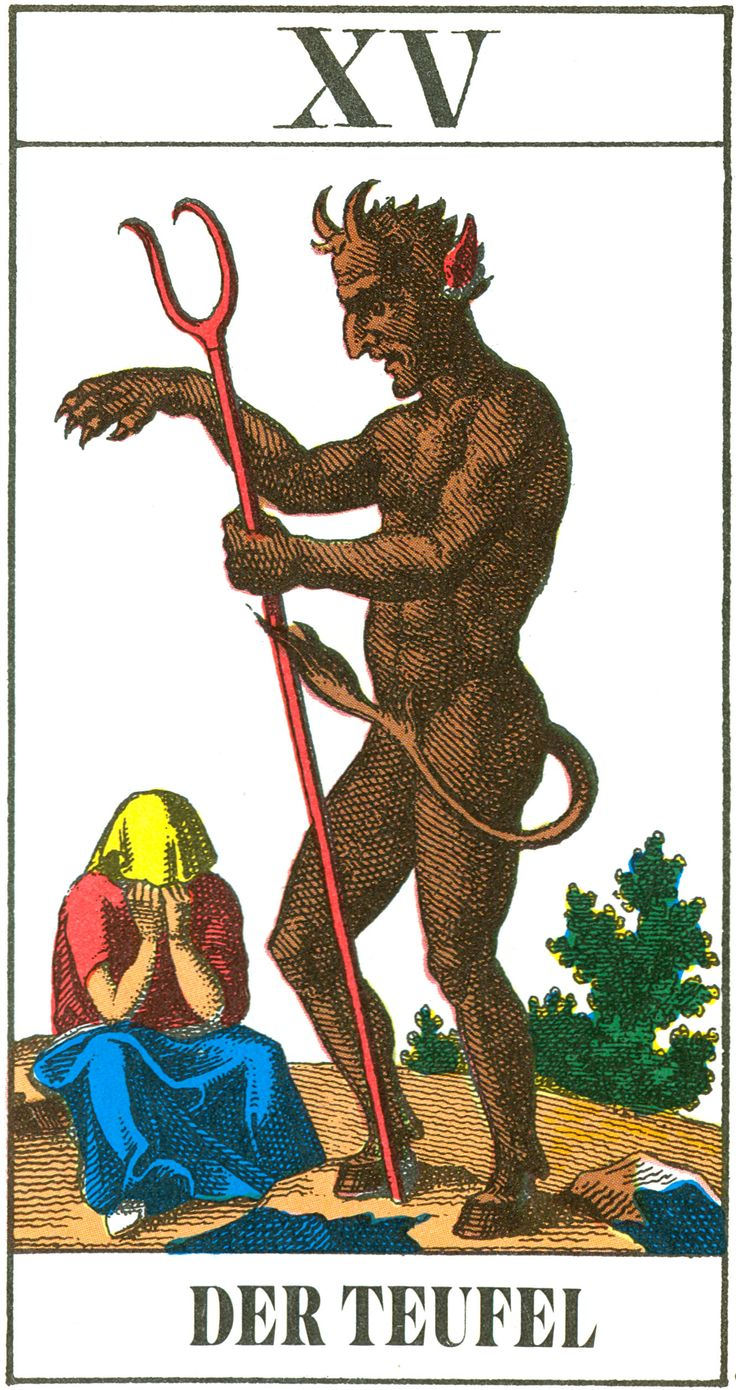
Diabeł z talii tarota 1JJ (tarot szwajcarski)